# Fredlanea putiapitanga
Fredlanea putiapitanga är en skalbaggsart som beskrevs av Maria Helena M. Galileo och Martins 1999. Fredlanea putiapitanga ingår i släktet Fredlanea och familjen långhorningar. Inga underarter finns listade i Catalogue of Life.